# Шмель Порчинского
Шмель Порчинского (Bombus portschinsky) — редкий вид перепончатокрылых насекомых из рода шмелей (семейства настоящих пчёл), относящийся к подроду Megabombus. Включён в Красную книгу Азербайджана. Численность сокращается из-за разорения гнёзд и уменьшения площадей с цветущей растительностью из-за перевыпаса скота и покоса. Также под названием шмель Порчинского Bombus portchinski отмечен в Красной книге Республики Адыгея. Вид был впервые описан российским и польским энтомологом и генералом Октавием Ивановичем Радошковским (1820—1895). Видовое название дано в честь Иосифа Алоизиевича Порчинского (1848—1916) — русского энтомолога, одного из создателей сельскохозяйственной и медицинской энтомологии в России.

## Распространение
Распространён в смешанных лесах и горах в Палеарктическом регионе: эндемик Закавказья (в Азербайджане найден в окрестностях оз. Гекгель). В Турции и Иране встречается на высотах до 3500 м.

## Биология
Среди посещаемых цветковых растений отмечены такие виды как Acantholimon androsaceum, Astragalus ornithopoides, Campanula glomerata, Carduus crispus, Centaurea glastifolia, Jurinea moscus, Lamium amplexicaule, Salvia, Taraxacum, Trifolium pratense, Lallemantia canescens, Nepeta fissa, Carduus, Vicia pannonica, Melampyrum arvense, Astragalus aureus, Centaurea glastifolia, Prunella vulgaris, Stachys cretica, Anchusa leptophylla, Astragalus baibutens, Chartolepis glastifolia, Lamium tomentosum, Medicago falcata, Salvia verticillata, Trifolium ambiguum.